# 青喉蜂鸟
青喉蜂鸟（学名：Chrysuronia coeruleogularis），是雨燕目蜂鸟科的一种鸟类。
青喉蜂鸟体重约4.2克，翼长约47.2毫米，嘴峰长约21.5毫米，喙宽度约2毫米，喙厚度约2毫米，跗蹠长约5.3毫米，尾长约33.6毫米。青喉蜂鸟在其分布区内为留鸟，其栖息在半开放的灌木丛中，食性为草食性，主要食物来源是植物的花蜜。

## 亚种
- ：分布于巴拿马西部的太平洋沿岸地区。
- ：分布于巴拿马东部的加勒比海沿岸和邻近的哥伦比亚西北部。
- ：分布于哥伦比亚北部。[4]